# Trivial Pursuit (jeu télévisé)
Trivial Pursuit était un jeu télévisé diffusé quotidiennement sur France 2 durant les étés 1988, 1989, 1990, l'hiver 2002 et l'été 2003, présenté par Frédéric Joly et anciennement présenté par Fabrice, Marie-Ange Nardi et Georges Beller.

## Concept
Le concept de l'émission est celui du jeu de société : deux équipes (souvent composées de célébrités) vont lancer le dé, avancer leurs pions et répondre à des questions sur des thèmes variés. À chaque fois qu'une équipe tombe sur une case camembert et qu'elle répond correctement à la question posée, cette dernière gagne un camembert. Une fois les 6 camemberts réunis, l'équipe va devoir aller à la case centrale pour répondre à une ultime question et remporter la partie.

## Historique
Trivial Pursuit connut deux versions.
La première, diffusée durant les étés 1988 et 1989 animée par Fabrice et Marie-Ange Nardi, et durant l'été 1990 animée par Georges Beller et Marie-Ange Nardi. L'émission était programmée en access prime-time.
La deuxième version fut d'abord diffusée lors de l'hiver 2002 une fois par semaine en seconde partie de soirée et animée par Gaël Leforestier ; puis lors de l'été 2003, en access prime-time, et présentée par Frédéric Joly.

## Audiences
La dernière version, diffusée lors de l'été 2003 vers 19h, enregistra un mauvais démarrage, avec seulement 1,20 million de curieux pour moins de 10 % de part de marché.